# Климково (Маловишерский район)
Климково — деревня в Маловишерском районе Новгородской области России. Входит в состав Бургинского сельского поселения.

## География
Деревня находится в северной части Новгородской области, в подзоне южной тайги, на левом берегу реки Хубки, при автодороге 49Н-0909, на расстоянии примерно 17 километров (по прямой) к югу от города Малая Вишера, административного центра района. Абсолютная высота — 39 метров над уровнем моря.

### Климат
Климат района характеризуется как умеренно континентальный, влажный, с продолжительной многоснежной зимой и относительно тёплым летом. Средняя многолетняя температура самого холодного месяца (января) составляет −9,2 °С (абсолютный минимум — −48 °C); самого тёплого месяца (июля) — 17 °C (абсолютный максимум — 35 °С). Тёплый период длится в среднем 215 дней, начиная с апреля. Устойчивые морозы устанавливаются в первых числах декабря и прекращаются в конце первой декады марта. Среднегодовое количество осадков составляет 731 мм, из которых большая часть выпадает в тёплый период.

### Часовой пояс
Деревня Климково, как и вся Новгородская область, находится в часовой зоне МСК (московское время). Смещение применяемого времени относительно UTC составляет +3:00.

## История
Деревня относилась к Полищской, с 1867 года к Папоротско-Островской волости Крестецкого уезда Новгородской губернии. Через деревню проходили тракты Любцы – Малая Вишера, Селищи - Крестцы и из с. Горнецкого на Новгород.
До 1861 г.  деревня была государственной. По свидетельству Н. Богословского (1865), в деревне «постройка … деревянная, избы все белые, крестьяне все русские, говорят чистым русским языком». Основными промыслами крестьян было выращивание поеных телят на продажу и молочное животноводство.  В 1880-е – 1920-е гг. в деревне была мелочная лавка, маслодельня,  2 кузницы, шорная и колесная мастерские, 2 пасеки.
С 1759 г. Климково относилось  к приходу храма свв. Бессребреников Космы и Дамиана в с. Селищи,  а до того – к Хубецкому приходу. В 1867 г. по прошению крестьян Горнецкого и Климково в Горнецком был построен новый храм во имя свт. Николая Чудотворца и образован отдельный приход.
В деревне действовала  часовня во имя св. преп. Антония Римлянина.
Местный праздник в честь св. преп. Антония Римлянина («Антоний») праздновался по новгородской традиции в первую пятницу после дня свв. апостолов Петра и Павла (29 июня по ст.ст.), в память обретения мощей св. преп. Антония Римлянина в Новгородском Антониевом монастыре 1 июля 1597 года. В этот день ежегодно совершался крестный ход из храма села Горнецкое к часовне в Климково.
В XIX в. деревне существовала немногочисленная община старообрядцев-федосеевцев, принадлежавших к толку «титловщины».  
В 1931 году в деревне была открыта начальная школа, работавшая до 1940 г.

### Послереволюционное время и репрессии
В ходе кампании по лишению избирательных прав в период  1926 – 1935 гг.  «лишенцами» стали более 20 жителей деревни, объявленные бывшими торговцами и кулаками. За противодействие созданию колхозов в 1931 г. три семьи были раскулачены и выселены на торфоразработки в пос. Синявино Ленинградской области.
В 1937-1938 гг. в дер. Климково и соседнем селе Горнецкое  прошли две волны «антикулацких» арестов, в ходе  которых за «контрреволюционную агитацию»  были осуждены 12 жителей этих деревень.  За создание «контрреволюционной организации кулаков-церковников» четверо жителей д.Климково были расстреляны на Левашовской пустоши под Ленинградом.

### Великая Отечественная война
В годы Великой Отечественной войны на фронт ушли 79 жителей деревни, 38 из них не вернулись. На памятных досках мемориала в с. Горнецкое упомянуты 17 жителей д. Климково.

### Известные люди
Уроженец д. Климково Павел Иванович Петров (1916 - 2012) в 1950-е гг. был председателем Исполнительного комитета Новгородского городского Совета депутатов трудящихся.

### Интересный факт
Крестьянин д.Климково Игнатий Егорович Петров является адресатом «Писем Александра Андреевича Усинина в действующую Дунайскую армию к другу своему Игнатию Егоровичу Петрову, стрелку Лейб-гвардии 4-го стрелкового императорской фамилии батальона 1-й роты Его Величества» (СПб, 1879). Их автор – известный религиозный деятель и писатель А.А. Усинин, в постриге Арсений, архимандрит Староладожского Никольского монастыря.

## Население
| 2010 | 2011 |
| ---- | ---- |
| 0    | ↗1   |

В 1865 г. в деревне было 45 домов, 199 мужчин и 127 женщин. В 1909 г. - 62 двора, 369 жителей (178 мужчин и 191 женщин).  В 1927 г. в деревне числилось 68 дворов - 377 человек. В похозяйственной книге Дворищенского сельсовета 1964-1966 гг. 27 дворов, 77 человек. С 2010 г. в деревне нет постоянных жителей, по состоянию на 01.01.2023 в деревне 12 домов, в летнее время проживают 12 дачников, постоянное население отсутствует.

### Национальный состав
Согласно результатам переписи 2002 года, в национальной структуре населения русские составляли 100 % из 2 чел.